# Lovro Mihić
Lovro Mihić (* 25. August 1994 in Zagreb) ist ein kroatischer Handballspieler.

## Karriere

### Verein
Lovro Mihić lernte das Handballspielen beim RK Zagreb, für den er in der Saison 2011/12 in der Premijer Liga debütierte. Mit den Hauptstädtern gewann der 1,80 m große Linksaußen 2012, 2013, 2014, 2015 und 2016 die Meisterschaft und 2013, 2014, 2015 und 2016 den Pokal. Zudem nahm er in jedem Jahr an der EHF Champions League teil. Seit 2016 läuft er für den polnischen Verein Wisła Płock auf, mit dem er 2022, 2023 und 2024 Pokalsieger sowie 2024 und 2025 Meister wurde.

### Nationalmannschaft
Mit der kroatischen Nationalmannschaft belegte Mihić bei der Weltmeisterschaft 2017 den vierten Platz und kam auf 14 Tore in neun Partien. Bei der Europameisterschaft 2018 wurde er mit Kroatien Fünfter, dabei warf er zwei Tore in sieben Einsätzen. Bei der Europameisterschaft 2022 erreichte man den 8. Platz, Mihić wurde dabei nur in einem Spiel eingesetzt. Bei der Weltmeisterschaft 2023 erreichte man den 9. Platz, wozu er sieben Tore in fünf Spielen beitrug.
Bisher bestritt er 48 Länderspiele, in denen er 68 Tore erzielte.